# NGC 449
NGC 449 je spirální galaxie, Seyfertova galaxie s aktivním jádrem a Markarjanova galaxie v souhvězdí Ryb. Její zdánlivá jasnost je 14,2m a úhlová velikost 0,8′ × 0,5′. Je vzdálená 220 milionů světelných let, průměr má 50 000 světelných let. Galaxii objevil 11. listopadu 1881 Édouard Jean-Marie Stephan.

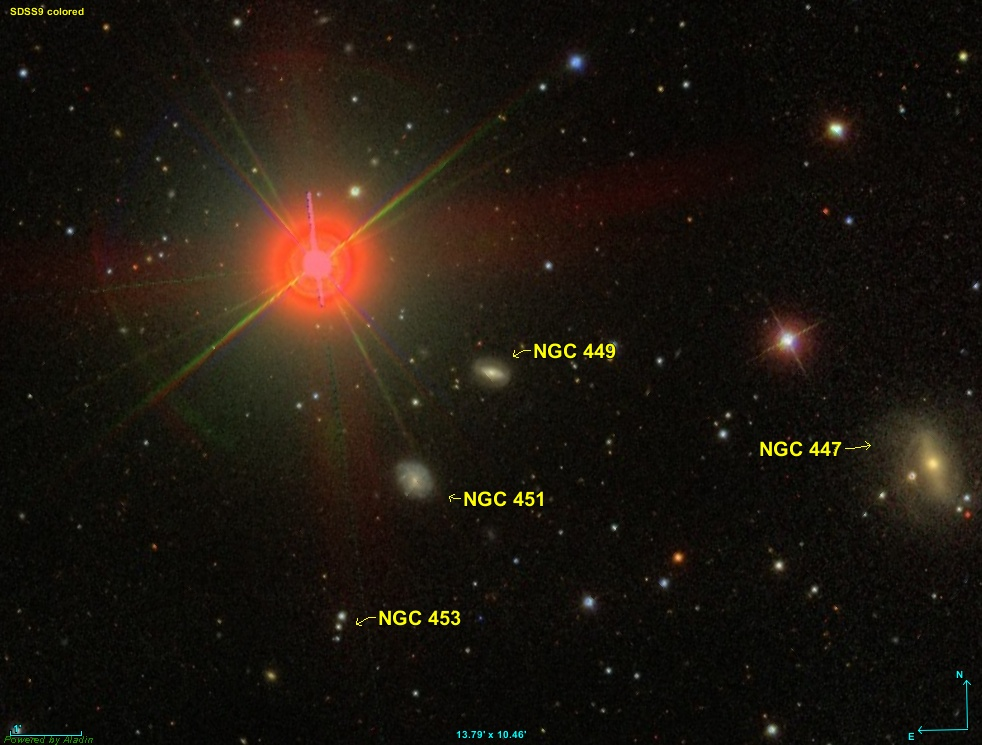
NGC 449 s NGC 447, NGC 451, NGC 453 (SDSS)